# Drusa glandulosa
Drusa glandulosa (Poir.) H.Wolff ex Engl., 1921 è una pianta della famiglia delle Apiaceae. È l'unica specie nota del genere Drusa DC., 1807.

## Distribuzione e habitat
Questa specie è segnalata nelle isole Canarie, a Madeira, in Marocco e in Somalia.